# Phaonia nymphaearum
Phaonia nymphaearum este o specie de muște din genul Phaonia, familia Muscidae. A fost descrisă pentru prima dată de Robineau-desvoidy în anul 1830. Conform Catalogue of Life specia Phaonia nymphaearum nu are subspecii cunoscute.